# L'abisso del passato
L'abisso del passato (Lest Darkness Fall) è un romanzo breve fantastico del 1939 dello scrittore statunitense L. Sprague de Camp.
Il racconto è un esempio del genere ucronico o della cosiddetta storia alternativa.

## Storia editoriale
Fu pubblicato per la prima volta come racconto per giornale nel 1939 sulla rivista Unknown, poi come racconto completo dalla Henry Holt and Company nel 1941, infine pubblicato in lingua inglese con copertina rigida dalla Heinemann nel 1955 e, nella sua ultima versione, dalla Pyramid Books nel 1963.

## Trama
L'archeologo americano Martin Padway, nel 1938, 
mentre sta visitando il Pantheon a Roma, si ritrova nella Roma dell'anno 535, dopo che un fulmine è caduto nei pressi.
Il periodo in cui Padway si ritrova è quello in cui gli Ostrogoti hanno consolidato il proprio potere in Italia dopo la caduta dell'Impero romano d'Occidente nel 476. Essi si sono riservati il potere militare e hanno lasciato intatte le istituzioni civili romane garantendo la libertà religiosa. Al momento dello svolgimento del romanzo sta per iniziare la Guerra gotica (535-553), intrapresa dall'Impero Romano d'Oriente (impero bizantino) per riconquistare l'Italia. (Nella storia reale, a differenza della rapida riconquista del regno vandalo in Africa, il conflitto in Italia si trascinò per 18 anni, trasformandosi in una guerra di logoramento che devastò la penisola, facilitando la futura conquista da parte dei Longobardi).
Padway, dopo aver compreso la situazione in cui si trova, decide di non farsi prendere dalla disperazione e prova ad aprire una locanda. Riesce a fare fortuna introducendo l'utilizzo dei numeri arabi, "inventando" la stampa e il giornale e un primo rudimentale telegrafo ottico, anche se i suoi esperimenti per ottenere un orologio meccanico, la polvere da sparo e i cannoni non si rivelano dei successi.
Padway si ritrova invischiato nella politica quando salva il deposto re Teodato, detronizzato dagli stessi Goti, che hanno eletto Vitige al suo posto dopo la conquista bizantina di Napoli.
Padway, riesce a prendere in ostaggio Vitige e a rimettere sul trono Teodato e, grazie al suo sostegno, organizza un esercito per combattere il generale bizantino Belisario, riuscendo a sconfiggerlo. Nel 537, dopo che Vitige viene assassinato e Teodato non è più in condizioni di governare, Padway favorisce l'elezione di Amalasunta a regina degli Ostrogoti, si fa nominare Questore del regno e riesce a far passare dalla sua parte Belisario.
Uno sbarco imperiale a Vibo, comandato da Giovanni il Sanguinario, e una rivolta capeggiata dal figlio di Teodato mettono tuttavia in crisi il regno e l'esercito degli Ostrogoti viene distrutto. Padway comunque riesce a creare una nuova forza liberando gli schiavi italici. Le armate si affrontano prima a Calatia e poi a Benevento. Il provvidenziale arrivo di Belisario garantisce all'americano la vittoria.
Padway istituisce il regno Italo-Ostrogoto, emanando una costituzione e abolendo lo schiavismo e instaura rapporti diplomatici con il regno visigoto. La fine del romanzo lo mostra intento ad allestire una flotta per raggiungere il continente americano, in quanto sente la mancanza del tabacco.

## Edizioni
- L. Sprague de Camp, L'abisso del passato, traduzione di Gianni Atom, Cosmo 42, Ponzoni, 1959.
- L'abisso del passato, traduzione di Gianni Atom, in Il linguaggio di Pao - L'abisso del passato, Cosmo. I Capolavori della fantascienza 20, Ponzoni, 1963.
- Abisso del passato, traduzione di Renato Prinzhofer, Cosmo Serie Oro. Classici della Narrativa di Fantascienza 4, Nord, 1972.
- L'abisso del passato, traduzione di Renato Prinzhofer, in L'abisso del passato - Alba eterna, Urania 1361, Arnoldo Mondadori Editore, 1999.
- L'abisso del passato, traduzione di Renato Prinzhofer, in Abisso del passato - Alba eterna, Urania Collezione 175, Arnoldo Mondadori Editore, 2017.